# Babuvirus
Genre
Espèces de rang inférieur
- Abaca bunchy top virus
- Banana bunchy top virus
- Cardamom bushy dwarf virus

Babuvirus est un genre de virus de la famille des Nanoviridae qui comprend trois espèces. Ce sont des virus à ADN simple brin circulaire, à génome multipartite, classés dans le groupe II de la classification Baltimore, qui infectent des plantes (phytovirus), exclusivement des Monocotylédones. 
Les Babuvirus sont présents dans les régions tropicales de l'Ancien Monde (Afrique, Asie, Australie), ainsi que dans les îles du Pacifique. Ils sont transmis par diverses espèces de pucerons (Aphidoidea), selon un mode circulant persistant, mais sans se multiplier dans l'organisme des insectes-vecteurs. Chez les plantes-hôtes, ils sont restreints au tissu vasculaire (phloème) et  provoquent généralement des symptômes de nanisme et de rabougrissement. 

## Étymologie
Le nom générique, « Babuvirus », est une combinaison formée de la premier syllabe des deux premiers termes du nom de l'espèce-type, Banana bunchy top virus, suivie du suffixe -virus qui caractérise les noms de genres de virus.

## Liste d'espèces
Selon NCBI (30 décembre 2020) :
- Abaca bunchy top virus (ABTV), virus du sommet touffu de l'abaca
- Banana bunchy top virus (BBTV), virus du sommet touffu du bananier (espèce-type)
- Cardamom bushy dwarf virus (CdBDV), virus du nanisme buissonnant de la cardamome